# (269484) Marcia
Pour les articles homonymes, voir Marcia (homonymie).
(269484) Marcia est un astéroïde de la ceinture principale.

## Description
(269484) Marcia est un astéroïde de la ceinture principale. Il fut découvert le 19 octobre 2009 à Falera par José De Queiroz. Il présente une orbite caractérisée par un demi-grand axe de 2,80 UA, une excentricité de 0,05 et une inclinaison de 4,0° par rapport à l'écliptique.
L'astéroïde est nommé d'après Marcia de Queiroz, la fille du découvreur.

## Compléments